# Francês canadense
Francês canadense (português brasileiro) ou canadiano (português europeu) (em francês:  Français canadien) é um termo abrangente que se refere aos diversos dialetos do francês que evoluíram de maneira independente no Canadá e que são falados naquele país até os dias de hoje. O francês é a primeira língua de mais de sete milhões de canadenses, uma cifra que corresponde a aproximadamente 22% da população nacional (outros 2 milhões o falam como segunda língua). A nível federal, o francês tem status co-oficial, juntamente com a variante canadense do inglês, enquanto nas províncias ele tende a ter um status mais limitado, com a exceção de Nova Brunswick, que é oficialmente bilíngue, e em Quebec, onde é o único idioma oficial. O francês também é oficial em todo o território assim como o inglês.

## Origens
A língua francesa consolidou-se mais prematuramente no Canadá do que na própria França. Na França, a maior parte da população falava línguas regionais e dialetos (patois), como o occitano, franco-provençal, bretão, etc. Na época da Revolução Francesa, em 1789, apenas metade da população da França sabia falar francês e, em 1871, apenas um quarto da população falava francês como língua nativa. Por sua vez, a maioria dos colonos franceses no Canadá veio de cidades ou regiões mais expostas ao francês e a unificação linguística ocorreu muito rapidamente.
O francês falado no Canadá apresenta diferenças em relação ao francês da França, uma vez que o primeiro é mais próximo da língua falada em Paris e no oeste da França no século XVII. Em 1759, os britânicos conquistaram o Canadá e as relações com a França foram interrompidas, portanto as duas variantes linguísticas evoluíram de forma diferente.

## Variedades
O francês quebequense é falado no Quebec. Algumas variantes muito próximas a ele são faladas pelas comunidades francófonas de Ontário, Canadá Ocidental, Labrador e na região de Nova Inglaterra dos Estados Unidos, embora se diferenciem dele por serem mais conservadoras. O termo francês laurenciano é utilizado de maneira limitada como um rótulo coletivo aplicável a todas estas variantes, juntamente com francês do Quebec. A maioria absoluta dos canadenses francófonos fala este dialeto.
O francês acadiano é falado por mais de 350 000 acadianos em partes das Províncias Marítimas, Terra Nova, nas Ilhas da Madalena e na península de Gaspé. É o dialeto que deu origem ao francês cajun (pronúncia coloquial de Acadian) falado na Luisiana.
O francês métis é falado em Manitoba e no Canadá Ocidental pelos métis, descendentes de mães pertencentes às Primeiras Nações e pais voyageurs ("viajantes", também conhecidos como coureurs des bois) durante o comércio de pele local. Diversos métis falavam o cree, além do francês, e ao longo dos anos desenvolveram um idioma misto único chamado de michif, que combina substantivos, numerais, artigos e adjetivos do francês métis com verbos, pós-posições, pronomes demonstrativos e interrogativos do cree. Tanto o mechif quanto o francês métis estão correndo sério risco de extinção.
O francês terra-novense é falado por uma pequena população na península de Port au Port, na Terra Nova. Também corre risco de ser extinta, já que tanto o francês quebequense quanto o acadiano são mais falados atualmente entre os francófonos da Terra Nova que seu próprio dialeto peninsular.
O francês brayon é falado na região do Beauce, em Quebec, e em Madawaska, no Novo Brunswick (e no estado americano do Maine). Embora superficialmente seja um descendente fonológico do francês acadiano, uma análise mais profunda revela que é idêntico, morfossintaticamente, ao francês quebequense. Acredita-se que tenha se originado a partir de um nivelamento local dos dialetos de contato trazidos pelos colonos quebequenses e acadianos.

### Subvariantes
Existem duas principais subvariantes do francês canadense: o joual é uma variante informal do francês utilizado na cultura popular quebequense da região de Montreal, e o chiac é uma mistura da sintaxe e do vocabulário do francês acadiano com diversos empréstimos léxicos do inglês.

## Utilização histórica
O termo francês canadense era utilizado anteriormente para se referir especificamente ao francês quebequense e aos seus descendentes mais próximos, as variantes de Ontário e do Canadá Ocidental. Isto ocorreu, presumivelmente, porque o Canadá e a Acádia eram partes distintas da Nova França, e também da América do Norte Britânica, até 1867. Hoje em dia, no entanto, o termo francês canadense não exclui o francês acadiano.
Filogeneticamente, o francês quebequense, o métis e o brayon são representantes de um koiné francês usado nas Américas, enquanto o francês acadiano, o cajun e o da Terra Nova são derivados de línguas locais não 'koineizadas' da França.